# Svarttjärnen (Älvdalens socken, Dalarna, 680052-140466)
Svarttjärnen är en sjö i Älvdalens kommun i Dalarna och ingår i Dalälvens huvudavrinningsområde.